# ستيفن سميث (عالم اجتماع)
ستيفن سميث (بالإنجليزية: Stephen Smith)‏ هو عالم اجتماع أمريكي، ولد في 1949.